# Periphyllus hirticornis
Periphyllus hirticornis är en insektsart som först beskrevs av Walker 1848.  Periphyllus hirticornis ingår i släktet Periphyllus och familjen långrörsbladlöss. Inga underarter finns listade i Catalogue of Life.